# Караччоло, Лучо
Лучо Караччоло герцог ди Роккаромана (итал. Lucio Caracciolo, duca di Roccaromana, 14 мая 1771, Пасторано — 2 декабря 1836, Торре-дель-Греко) — итальянский военачальник. Генерал-лейтенант (1818). Приближённый королей Неаполя Фердинанда I и Иоахима Мюрата.

## Биография
Аристократ. Герцог Роккаромана из рода Караччоло. Сын Винченцо Караччоло, герцога Миньяно и Роккаромана и графини Петронильи де Линьевиль, дочери генерала.
Стоял у истоков создания Партенопейской республики. В 1796 году Неаполитанское королевство заключило с Францией мирный договор, но уже через два года боевые действия возобновились вследствие ненависти, которую питала к Республике королева Мария Каролина Австрийская, сестра казнённой королевы Марии-Антуанетты Австрийской. После провала Римской экспедиции семья короля Фердинанда IV 23 декабря 1798 года на борту фрегата адмирала Караччоло «Sannita» удалилась на Сицилию, забрав с собой государственную казну, в начале января 1799 года народ Неаполя восстал под предводительством принца Молитерно Жироламо Пиньятелли и Лучо Караччоло герцога ди Роккаромана, 15 января штурмом были захвачены королевские тюрьмы и освобождённые якобинцы образовали Комитет патриотов, 21 января провозглашена Партенопейская республика, а уже 23 января в город триумфально вступили французские войска генерала Шампионне.
Отличился, командуя в 1799 году кавалерийским полком в сражении с французской армией при Каяццо в ходе Неаполитанских войн.
Отличался мужеством и доблестью в многочисленных битвах.
В 1808 году стал полковником неаполитанских конных велитов (Veliti a cavallo) Королевской гвардии Неаполитанского королевства в составе Наполеоновской армии.
Участвовал в русской кампании Наполеона (1812). В 1812 года назначен
начальником эскорта Иоахима Мюрата. В чине полковника возглавлял два эскадрона неаполитанских конных велитов (Veliti a cavallo) Королевской гвардии (400 чел.). Сопровождал своего короля в России, где во время отступления из-за обморожения потерял все пальцы левой руки. Отражая атаки казаков, герцог ди Роккаромана и его кавалеристы некоторое время составляли часть сопровождения Наполеона, когда Императора вывозили на санях обратно в Вильно.
В 1814—1815 годах — участник итальянских походов.
Участвовал в битве при Толентино в 1815 году, где его единственный 22-летний сын, Эрнесто, был убит, а армия Мюрата полностью разгромлена.
После восстановления на престоле Фердинанда IV Бурбона он не был наказан за свою верность режиму Мюрата и сохранил за собой привилегированное положение при королевском дворе. В декабре 1818 года ему было присвоено звание генерал-лейтенанта.
После прихода к власти короля Обеих Сицилий Фердинанда II он был награждён Королевским орденом Святого Георгия и Воссоединения и назначен стал капитаном Королевской гвардии.
Масон. Член Великого востока Италии. Досточтимый мастер масонской ложи «Les Mars d’Italie».

## Награды
- Орден Святого Георгия и Воссоединения